# Torcolo di San Costanzo
Il torcolo di san Costanzo è un tipico dolce di Perugia, che viene  preparato per il giorno della festa di San Costanzo, uno dei patroni della città, il cui martirio è commemorato il 29 gennaio. Si tratta di un dolce che, come la ciaramicola, è a forma di ciambella.

## Ingredienti
Dosi consigliate per 4 persone:
- 700 g di farina
- 350 g di acqua
- 200 g di zucchero
- 200 g di cedro candito
- 90 g di strutto
- 250 g di uvetta sultanina
- 300 g di pinoli
- 1 uovo
- 25 g di lievito di birra
- semi di anice a piacere[3]

## Preparazione
Versare la farina a fontana in un contenitore concavo, al centro sgretolarvi il lievito ed impastare il tutto con acqua tiepida. Lavorare il composto per qualche minuto fino ad ottenere una consistenza omogenea simile alla pasta del pane. Riporre l'impasto a lievitare in un luogo caldo ed asciutto finché non avrà raddoppiato il suo volume. 

Una volta lievitato, mettetelo su una spianatoia e iniziate a lavorarlo con le mani. Aggiungete il cedro candito, l'uvetta, i pinoli, lo strutto, lo zucchero e i semi di anice. Lavorate l'impasto per dieci minuti, arrotolatelo e ponetelo in una tortiera ben imburrata. Riponete la tortiera in un luogo caldo a lievitare per circa tre ore. 

Una volta ottenuta la giusta lievitatura, indorare la superficie con il rosso d'uovo ed infornare a 180 °C per circa 45 minuti.

## Consumo
Il dolce originariamente veniva preparato soltanto per il giorno della festa di San Costanzo, che la Chiesa cattolica ricorda il 29 gennaio.

Oggi è possibile acquistarlo nei forni e nelle pasticcerie della città tutto l'anno.

## Storia
Nel Cinquecento, il giorno della festa del santo, le ricche congregazioni ne comperavano ingenti quantità per distribuirlo ai poveri. Pare inoltre che si svolgesse tra i fornai della città una seria competizione, i cui prodotti poi venivano offerti ai passanti.
Oggi in occasione della festa patronale a Borgo XX Giugno - la via che si trova nelle immediate vicinanze della Chiesa dedicata al Santo - è allestita la storica Fiera Grande, mostra mercato con banchi di prodotti tipici e artigianato, mentre in Corso Vannucci, davanti a Palazzo dei Priori, e nel quartiere di Monteluce, sono distribuite fette di torcolo preparate dai fornai e pasticcieri della città.

## Curiosità
Secondo la tradizione popolare se il 29 gennaio, le ragazze nubili si recano nella chiesa di San Costanzo ed hanno l'impressione che l'immagine dipinta del santo strizza loro l'occhio, si sposeranno entro l'anno. Ricorre a tal proposito anche un detto:
Un'altra curiosità riguarda la particolare forma a ciambella del dolce: essa sembra rifarsi alla corona di fiori che fu apposta sul corpo ricomposto del santo, dopo la decapitazione, mentre cinque tagli obliqui impressi sulla superficie della ciambella rappresentano le porte di accesso ai cinque rioni del centro storico di Perugia: Porta Sole, Porta San Pietro, Porta Susanna, Porta Eburnea e Porta Sant'Angelo.